# 叶榆钩丝壳
叶榆钩丝壳（学名：Uncinula clandestina var. ulmi-foliaceae）是属于白粉菌目白粉菌科钩丝壳属的一种真菌，寄生在榆属植物上。该种分布于中国、俄罗斯。